# 青木大祐
青木 大祐（あおき だいゆう、1929年9月25日-  ）は、日本の経営者。安田倉庫社長、会長を務めた。

## 来歴・人物
東京都出身。1952年に東京大学法学部政治学科を卒業し、同年に富士銀行に入行。1983年5月に常務に就任し、1986年6月には安田倉庫副社長に就任し、1987年1月に社長に昇格。1995年6月に会長に就任を経て、2001年6月に相談役に就任。